# Apala
L'apala est un genre musical yoruba populaire notamment au Nigeria.